# بريدجيت باترسون
بريدجيت باترسون (12 أبريل 1994 - ) (بالإنجليزية: Bridget Patterson)‏ هي لاعبة كريكت أسترالية. لعبت مع South Australia women's cricket team ‏.

## وصلات خارجية
- بريدجيت باترسون على موقع إي آس بي آن كريك إنفو (الإنجليزية)